# 黄兴路站
黄兴路站位于中华人民共和国上海市杨浦区控江路与黄兴路交叉口，是上海地铁8号线的地铁车站，于2007年12月29日启用。

## 歷史
- 2007年9月16日，上海举行首届城市公共交通周及无车日在黄兴路站拉开序幕，260位杨浦区居民和其他市民參與列车试乘。[1]
- 2007年12月29日，車站正式啟用。

## 车站结构

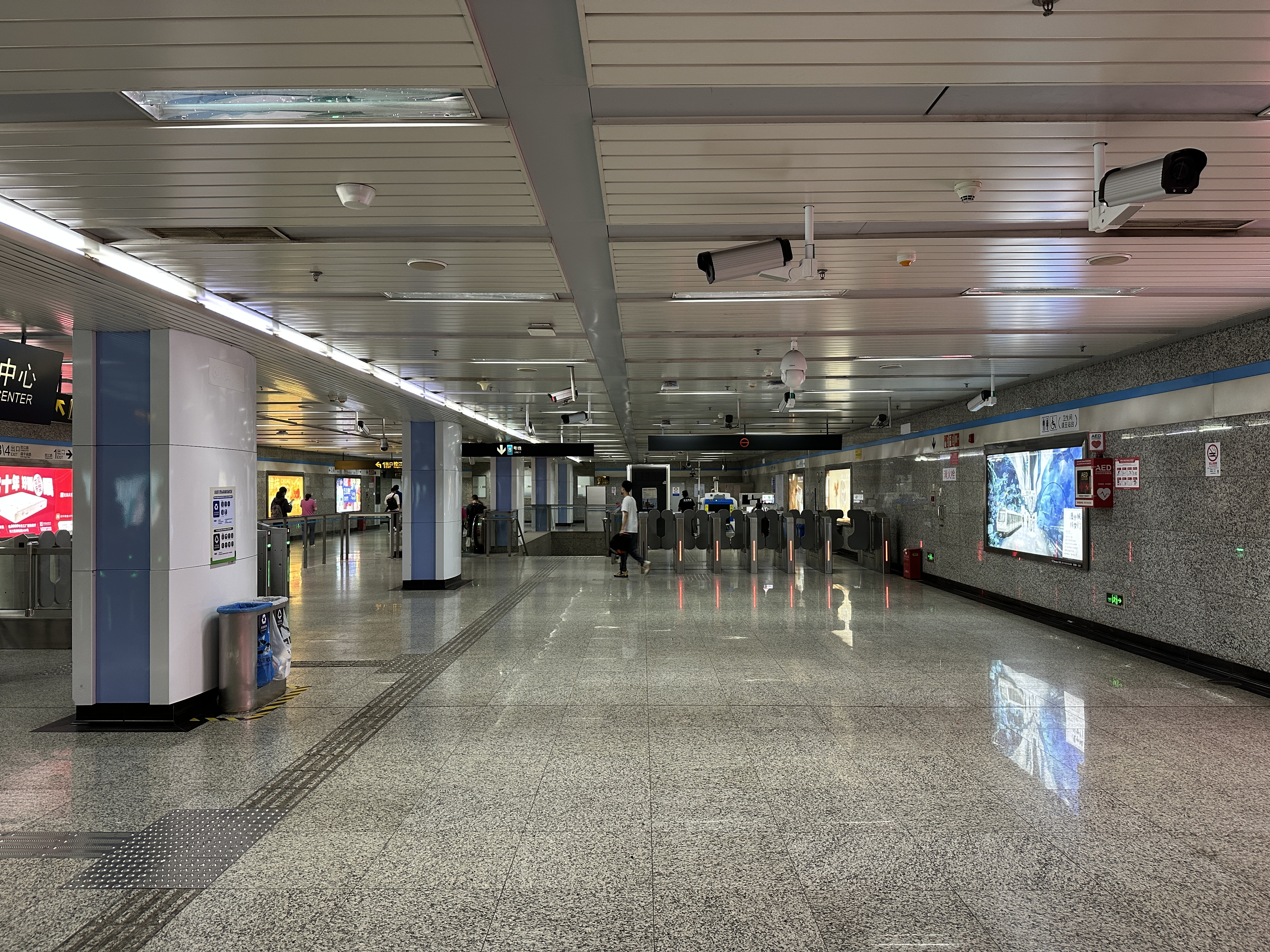
站厅

| 地面层   | 出入口             | 1、3-4出入口                     |  |  |
| 地下一层 | 站厅               | 票务服务、自动售票机、人工服务台 |  |  |
| 地下二层 |                    | █ 8号线 往沈杜公路（江浦路）     |  |  |
|          | 岛式站台，左侧开门 |                                  |  |  |
|          |                    | █ 8号线 往市光路（延吉中路）     |  |  |

## 车站出口
黄兴路站目前开放3个出入口，各出入口如下所示：
| 出口编号            | 出口指示         | 照片 |
| ------------------- | ---------------- | ---- |
| 1 · 出口            | 控江路           |      |
| 3 · 出口            | 控江路           |      |
| 4 · 出口 · （设有） | 控江路，靖宇南路 |      |
| 图例： 设有         |                  |      |

## 公交换乘
6、8、90、169、220、308、522、538、723、819、842、870、975、大桥三线、大桥四线